# Видое Подгорец
Видое Подгорец (на македонска литературна норма: Видое Подгорец) е писател и поет от Република Македония, автор на романи, разкази и пътеписи както за възрастни, така и за деца.

## Биография
Подгорец е роден в 1934 година в струмишкото село Колешино, тогава в Югославия. Завършва Философския факултет на Скопския университет. Работи като просветен съветник, а по-късно като редактор на „Другарче“ и „Наш свет“ в „Детска радост“ при издателство „Нова Македония“ и директор и главен редактор на издателска къща „Наша книга“. Член е на Дружество на писателите на Македония от 1958 година. Умира на 14 април 1997 година в Скопие.

## Творчество
- Развигорче (поезия за деца, 1956),
- Мугри над тополите (поезия, 1958),
- Уморно лето (поезия, 1958),
- Простими, канаринке (разкази за деца, 1958),
- Топли гнезда (разкази за деца, 1959),
- Горско кладенче (поезия за деца, 1960),
- Неспокојно детство (разкази за деца, 1961),
- Шумскиот разбојник (разкази за деца, 1962),
- Тихо доаѓаат соништата (поезия за деца, 1963),
- Сенки на ѕидот (разкази за деца, 1963),
- Деца под печурки (разкази за деца, 1964),
- Ајдучка чешма (роман за деца, 1964),
- Сребрена школка (песни за деца, 1965),
- Песни и сказни (песни и разкази за деца, 1966),
- Задкарпатска повест (роман за деца и юноши, 1966),
- Белото Циганче (роман за деца и юноши, трилогия, 1966),
- Време на љубовта (поезия, 1967),
- Туника (разкази за деца, 1967),
- Чудесно патување (разкази за деца, 1967),
- Две селзички (разкази за деца, 1967),
- Отиде со жеравите (разкази за деца, 1967),
- Над лулката (поезия за деца, 1967),
- Вечерни ѕвона (поезия, 1968),
- Весела азбука (поезия за деца, 1969),
- Аз, буки, веди... (повест, 1969),
- Шарени бродови (разкази за деца, 1969),
- Чисти раце (разкази за деца, 1969),
- Сивиот одмазник (разкази за деца, 1969),
- Ливада на соништата (разкази за деца, 1969),
- Прокудени птици (роман за деца и юноши, 1969),
- Овчарчето Бош (роман за деца и юноши, 1969),
- Илјада цветови (поезия за деца, 1969),
- Рајна Војвода (роман за деца и юноши, 1971),
- Пустини и оази (пътеписи, 1971),
- Првото писмо (роман за деца и юноши, 1972),
- Бигорна љубов (роман за юноши, 1973),
- Пепел и цвет (роман за юноши, 1974),
- Писма од Африка (пътеписи, 1976),
- Македонска голгота (роман, 1978),
- Пожар потоа пепел (поезия, 1978),
- Зарастен бунар (поезия, 1978),
- Истрча белиот коњ (роман за деца и юноши, 1978),
- Бродот Брезова кора (разкази за деца, 1978),
- Пиринскиот цар (разкази за деца, 1980),
- Патувањето на Добрило (разкази за деца, 1981),
- Приказна за селото (разкази за деца, 1981),
- Во Солуна грош сомуна (поезия за деца, 1981),
- Црниот пантер (роман за деца и юноши, 1981),
- Корените на судбината (роман, 1982),
- Песни за Туника (поезия за деца, 1982),
- Лушпи од месечина (поезия за деца, 1982),
- Сказни I-II (1982),
- Летот на белата гулабица (роман за юноши, 1982),
- Сопатници на детството (есета и критика, 1982),
- Карпошовата буна (роман, 1983),
- Дивиот рај (роман за юноши, 1983),
- Патешествијата на Силјан Штркот (роман за юноши, 1983),
- Прва љубов (роман за деца и юноши, 1983),
- Распетие (поезия, 1984),
- Умирање на залез (разкази, 1984),
- Дрвен обред (поезия, 1985),
- Дрво на спомените (разкази за деца, 1985),
- Шарбајка (разкази за деца, 1986),
- Туника или прва љубов (роман за деца и юноши, 1987),
- Дивиот пес (роман за деца и юноши, 1987),
- Шарена птица (поезия за деца, 1987),
- Нашиот двор (разкази за деца),
- Земја на солзите (роман, 1988),
- Бамбарче (роман за деца, 1988),
- Пчеличката медарка (приказки, 1989),
- Среќен човек (разкази, 1989),
- Перуновите потомци (исторически роман, 1989),
- Чудесна шума (поезия за деца, 1989),
- Ѕвездени зборови (разкази за деца, 1990),
- Сто сонца (гатанки),
- Сребрениот меч (разкази за деца, 1991),
- Крали Марко (повест),
- Необични доживувања (роман за деца и юноши, 1991),
- Јаворот (роман за деца и юноши, 1992),
- Скршеното бардаче (роман за деца, 1992),
- Длабарка (поезия, 1993),
- Мониста од роса (поезия за деца, 1993),
- Вечни огнови (разкази, 1993),
- Изгубеното царство (разкази за деца, 1993),
- Криворог (роман за деца и юноши, 1994),
- Венче невенче (поезия за деца, 1994),
- Баба Благината срна (разкази за деца, 1994),
- Магарињата на Олимп (разкази за деца, 1994),
- Коктел за сон (поезия, 1995),
- Златко (повест, 1995),
- Воденичарски приказни (разкази за деца 1995),
- Дванаесетте огледала (разкази за деца, 1995),
- Исчезнатиот рај (роман за деца и юноши, 1997),
- Феткин (романизирана биография, 1998).

Съставител е на антологиите:
- Антологија на современата македонска поезија за деца (1968),
- Антологија на современата македонска проза за деца (1968).[1]